# Mandy Muse
Mandy Muse (San Diego, California; 18 de octubre de 1994) es una actriz pornográfica estadounidense.

## Biografía
Nació en octubre de 1994 en San Diego (California). En el instituto fue cheerleader del equipo de fútbol americano. Su primer trabajo fue como camarera en un restaurante de comida rápida en aparcamiento de la cadena Sonic. Entró en la industria pornográfica gracias al que sería posteriormente su agente, quien la encontró por su perfil de Facebook.
Debutó como actriz porno en 2014, a los 20 años. Su primera escena fue para el portal web Netvideogirls.com. Su segunda escena, que fue su primera de sexo anal, la rodó con Mike Adriano para Evil Angel en Anal Perverts 2.
Como actriz, ha trabajado para productoras como Evil Angel, Girlfriends Films, Le Wood Productions, Devil's Film, Digital Sin, Lethal Hardcore, Blacked, Burning Angel, Jules Jordan Video o New Sensations. Además, ha participado en escenas y publicaciones en los sitios web de Bang Bros, Brazzers, Reality Kings, Hustler, Kink.com o Teen Fidelity.
Ha rodado más de 430 películas como actriz.
Algunas películas de su filmografía son Anal Fiends, Dark Meat 7, Girl Train 4, Lex's Booty Beauties, Nutz About Butts, Our Family Trust, Teen Dreams, The Trans X-Perience o True Anal.

## Premios y nominaciones
| Año  | Ceremonia      | Resultado | Premio                                    | Trabajo        |
| ---- | -------------- | --------- | ----------------------------------------- | -------------- |
| 2016 | Premios AVN    | Nominada  | Premio fan: Actriz debutante más caliente | —              |
| 2016 | Premios XRCO   | Nominada  | Unsung Siren of the Year                  | —              |
| 2018 | Premios AVN    | Nominada  | Premio fan: Culo más épico                | —              |
| 2019 | Premios AVN    | Nominada  | Mejor escena de sexo en realidad virtual  | Good Clean Fun |
| 2019 | Premios AVN    | Nominada  | Premio fan: Culo más épico                | —              |
| 2019 | Urban X Awards | Nominada  | Most Amazing Ass                          | —              |